# العلاقات البليزية التوغوية
العلاقات البليزية التوغولية هي العلاقات الثنائية التي تجمع بين بليز وتوغو.

## مقارنة بين البلدين
هذه مقارنة عامة ومرجعية للدولتين:
| وجه المقارنة                                              | بليز         | توغو            |
| --------------------------------------------------------- | ------------ | --------------- |
| المساحة (كم2)                                             | 22.97 ألف    | 56.78 ألف       |
| عدد السكان (نسمة)                                         | 374.68 ألف   | 7.80 مليون      |
| الكثافة السكانية (ن./كم²)                                 | 16.31        | 137.37          |
| العاصمة                                                   | بلموبان      | لومي            |
| اللغة الرسمية                                             | لغة إنجليزية | لغة فرنسية      |
| العملة                                                    | دولار بليزي  | فرنك غرب أفريقي |
| الناتج المحلي الإجمالي (بليون دولار)                      | 1.84 مليار   | 4.81 مليار      |
| الناتج المحلي الإجمالي (تعادل القوة الشرائية) بليون دولار | 3.05 مليار   | 10.67 مليار     |
| الناتج المحلي الإجمالي الاسمي للفرد دولار أمريكي          | 4.88 ألف     | 559             |
| الناتج المحلي الإجمالي للفرد دولار أمريكي                 | 8.42 ألف     | 1.43 ألف        |
| مؤشر التنمية البشرية                                      | 0.715        | 0.484           |
| رمز المكالمات الدولي                                      | +501         | +228            |
| رمز الإنترنت                                              | .bz          | .tg             |
| المنطقة الزمنية                                           | 00           | 00              |

## منظمات دولية مشتركة
يشترك البلدان في عضوية مجموعة من المنظمات الدولية، منها:
| علم المنظمة | اسم المنظمة                                 | تاريخ انضمام بليز | تاريخ انضمام توغو |
| ----------- | ------------------------------------------- | ----------------- | ----------------- |
|             | وكالة ضمان الاستثمار متعدد الأطراف          | 29 يونيو 1992     | 15 أبريل 1988     |
|             | منظمة الشرطة الجنائية الدولية               | ?                 | ?                 |
|             | مجموعة دول أفريقيا والكاريبي والمحيط الهادئ | ?                 | ?                 |
|             | منظمة حظر الأسلحة الكيميائية                | ?                 | ?                 |
|             | منظمة التجارة العالمية                      | ?                 | ?                 |
|             | البنك الدولي للإنشاء والتعمير               | 19 مارس 1982      | 1 أغسطس 1962      |
|             | الأمم المتحدة                               | 25 سبتمبر 1981    | 20 سبتمبر 1960    |
|             | مؤسسة التمويل الدولية                       | 19 مارس 1982      | 4 سبتمبر 1962     |
|             | يونسكو                                      | 10 مايو 1982      | 17 نوفمبر 1960    |
|             | مؤسسة التنمية الدولية                       | 19 مارس 1982      | 21 أغسطس 1962     |
|             | الاتحاد البريدي العالمي                     | ?                 | ?                 |
|             | الاتحاد الدولي للاتصالات                    | 16 ديسمبر 1981    | 14 سبتمبر 1961    |

## وصلات خارجية
- موقع وزارة الخارجية البليزية